# Spulrad

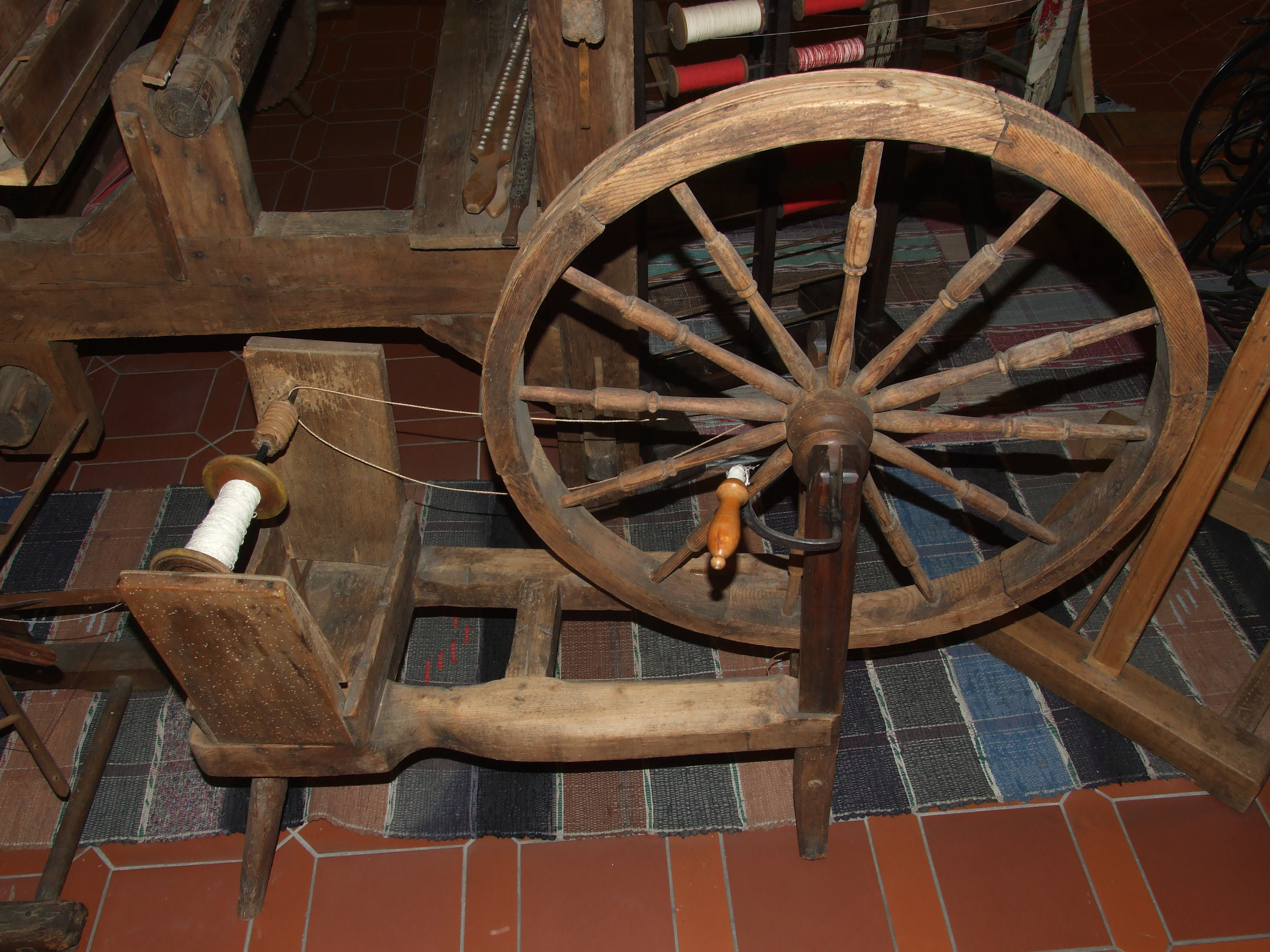
Spulrad mit Handkurbel

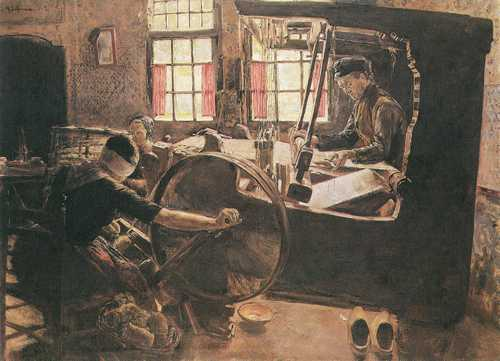
Frau am Spulrad in einer Hausweberei, Max Liebermann "Der Weber" (1882)

Ein Spulrad ist ein technisches Hilfsmittel zum Auf- und Umspulen von Garn in der Hand- und Haus-Weberei.
Ein Spulrad besteht aus einem Spuldorn und einem Antrieb. Die Konstruktion kann einem Spindelspinnrad ähneln, d. h. aus einem Schwungrad auf einer drei- oder vierbeinigen Bank und der Spuldorn-Halterung bestehen. Der Antrieb kann aber auch z. B. durch ein Schneckengetriebe oder heute durch Elektroantrieb erfolgen. Meist wird das Schwungrad per Hand bedient, es kommen aber auch fußgetriebene Spulräder vor.
Auf den Spuldorn werden die Spulen aufgesteckt. In der Weberei kommen zwei völlig verschiedene Sorten von Spulen vor, die schweren, hölzernen Kettspulen und kleine, leichte Schussspulen, die seit dem 20. Jahrhundert meist aus gepresster Pappe bestehen, in früherer Zeit z. B. auch aus hohlen Holunderzweigen gefertigt wurden. Für das Arbeiten mit Kettspulen ist es erforderlich, dass der Spuldorn bei weitem länger und massiver ist als für Schussspulen. Daher kommen auswechselbare Spuldorne vor.
Das zu spulende Garn befindet sich entweder auf anderen Spulen oder Knäulen oder ist als Strang auf eine Garnwinde aufgelegt.
Spulräder sind durch bildliche Darstellungen bereits seit der Mitte des 14. Jahrhunderts nachgewiesen, immer in Kombination mit dem neuartigen europäischen Flachwebstuhl. Sie scheinen also zur gleichen Zeit wie die Spindelspinnräder in Europa aufgetaucht zu sein.
Das Spulen war eine Arbeit, die in früheren Jahrhunderten meist den Frauen der Weber oder den Kindern zugeteilt wurde.